# Henry Somerset (officier)
Henry Somerset (30 décembre 1794 - 15 février 1862)  est un officier de l'armée britannique. 

## Carrière militaire
Fils aîné de Lord Charles Somerset, il est cornet le 5 décembre 1811 et est promu lieutenant le 30 décembre 1812. Il combat dans la Guerre d'indépendance espagnole et avec le 18e Hussars à Waterloo, servant d’Aide de camp à son oncle Lord Edward Somerset. Le 6 octobre 1815, il est fait capitaine. 
Peu de temps après son mariage, il se rend dans la Colonie du Cap, où son père est gouverneur, et sert avec les Cape Mounted Rifles tout au long des Guerres cafres. Le 25 mars 1823, il est nommé major et le 17 juillet 1824, lieutenant-colonel. En 1834, il est fait chevalier de l'Ordre royal des Guelfes, puis de l'Ordre du Bain. 
En 1846, il bat les Xhosa sur le Gwangu et est promu Major général le 11 novembre 1851. À la fin de la 8e guerre des Xhosa en 1853, il est nommé Chevalier Commandant du Bain pour ses services et quitte le Cap pour rejoindre l'état-major de l'armée de Bombay. Il est Commandant en chef de l'armée de Bombay du 26 mars 1855 à mars 1860 , puis retourne en Angleterre. Le 29 janvier 1857, il est promu Lieutenant général. Il meurt à Gibraltar en 1862. 

## Famille
Le 1er avril 1817, il épouse Frances Sarah Heathcote (21 juin 1790 - 16 mars 1886), fille aînée de l'amiral Sir Henry Heathcote (en), avec qui il a sept filles et trois fils : 
1. Leonora Louisa Somerset (décédée le 28 septembre 1913), mariée au lieutenant-général  Montague Cholmeley Johnstone (3 mars 1804 - 22 septembre 1874) le 31 décembre 1844, avec qui elle a neuf enfants (Charles Mosley, éditeur, Burke's Peerage and Baronetage, 106 e édition, volume 1, page 221).
2. Colonel Charles Henry Somerset (1819 - 4 novembre 1863), qui épouse Christina Emma Thompson en 1848 et avait des enfants, dont Henry Plantagenet Somerset (en) , pasteur pionnier et homme politique du Queensland, en Australie.
3. Colonel Henry George Edward Somerset (28 décembre 1829 - 5 avril 1920), qui épouse Harriette Lade Coast le 15 octobre 1853.
4. FitzRoy MacLean Henry Somerset (1er novembre 1839 - 29 juin 1907), qui épouse Ellen Amelia Arnot le 18 juillet 1867.
5. Elizabeth Harriet Frances Somerset (1818 - 9 novembre 1869); qui s'est marié le 21 septembre 1841 au major-général Peter Maclean [4]

Somerset est le parrain de Henry Somerset Todd, qui transmet à son tour le nom Somerset à William Somerset Maugham. 